# 葵 (名古屋市)
- 日本 > 愛知県 > 名古屋市 > 東区 > 葵
- 日本 > 愛知県 > 名古屋市 > 中区 > 葵
- 日本 > 愛知県 > 名古屋市 > 千種区 > 葵

葵（あおい）は、愛知県名古屋市東区南端を中心に中区および千種区にまたがる地名。現行行政地名は葵一丁目から葵三丁目。住居表示実施済。

## 地理
名古屋市東区では南端部に位置し、中区では東部に位置し、千種区では西端部に位置する。東区葵は、東は千種区、西は東桜二丁目、北は代官町・筒井二丁目および同三丁目に接する。
千種区葵は中央本線の鉄道敷部分にのみ存在する。

## 歴史

### 町名の由来
当地には江戸時代に尾張徳川家の別邸があり、徳川家の家紋である葵の紋に由来する。

### 沿革
- 1878年（明治11年）12月28日 - 横代官町の一部により、名古屋区葵町として成立[5]。
- 1889年（明治22年）10月1日 - 名古屋市成立に伴い、同市葵町となる[5]。
- 1907年（明治40年）7月15日 - 葵町の一部が新栄町に編入される[6]。
- 1908年（明治41年）4月1日 - 東区成立に伴い、同区葵町となる[5]。また、道路部分のごく一部が中区に編入され、同区葵町となる[6]。
- 1976年（昭和51年）1月18日 - 東区葵町・小川町・布池町・横代官町の各一部により東区葵一丁目が[5]、中区東田町・新栄町の各一部により中区葵一丁目が成立[7]。東区葵町の一部が東桜二丁目に編入される[8]。東区葵町の一部が代官町に編入される[9]。
- 1977年（昭和52年）10月23日 - 中区葵一丁目の一部が同区新栄二丁目に編入される[7]。
- 1981年（昭和56年）9月13日 - 以下の通りに異動があった。
  - 東区葵一丁目に、同区葵町・板屋町・添地町・布池町の各一部が編入される[5]。
  - 東区葵二丁目が、安房町の全域および石神堂町・水筒先町・板屋町・車道町・添地町・布池町の各一部により成立する[5]。
  - 東区葵三丁目が、赤萩町・車道東町・石神本町・車道町・西裏町の各一部により成立した[5]。
  - 東区葵町の一部が、代官町に編入される[9]。
  - 中区葵一丁目に、新栄町の一部が編入される[7]。
  - 中区葵二丁目および葵三丁目が、新栄町の一部により成立する[7]。
  - 中区葵町が、新栄二丁目に編入され消滅[10]。
  - 千種区千種町の一部により、同区葵三丁目が成立した[11]。

## 世帯数と人口
2019年（平成31年）2月1日現在の世帯数と人口は以下の通りである。
| 区   | 丁目     | 世帯数    | 人口    |
| ---- | -------- | --------- | ------- |
| 東区 | 葵一丁目 | 1,085世帯 | 1,598人 |
| 東区 | 葵二丁目 | 859世帯   | 1,508人 |
| 東区 | 葵三丁目 | 1,000世帯 | 1,589人 |
| 東区 | 東区 計  | 2,944世帯 | 4,695人 |
|      |          |           |         |
| 中区 | 葵一丁目 | 94世帯    | 131人   |
| 中区 | 葵二丁目 | 139世帯   | 173人   |
| 中区 | 葵三丁目 | 47世帯    | 48人    |
| 中区 | 中区 計  | 280世帯   | 352人   |
|      |          |           |         |
| 計   | 計       | 3,224世帯 | 5,047人 |

## 学区
市立小・中学校に通う場合、学校等は以下の通りとなる。また、公立高等学校に通う場合、学区は以下の通りとなる。
| 区   | 丁目     | 番・番地等 | 小学校               | 中学校                 | 高等学校 |
| ---- | -------- | ---------- | -------------------- | ---------------------- | -------- |
| 東区 | 葵一丁目 | 全域       | 名古屋市立葵小学校   | 名古屋市立あずま中学校 | 尾張学区 |
| 東区 | 葵二丁目 | 全域       | 名古屋市立葵小学校   | 名古屋市立あずま中学校 | 尾張学区 |
| 東区 | 葵三丁目 | 全域       | 名古屋市立葵小学校   | 名古屋市立あずま中学校 | 尾張学区 |
| 中区 | 葵一丁目 | 全域       | 名古屋市立新栄小学校 | 名古屋市立白山中学校   | 尾張学区 |
| 中区 | 葵二丁目 | 全域       | 名古屋市立新栄小学校 | 名古屋市立白山中学校   | 尾張学区 |
| 中区 | 葵三丁目 | 全域       | 名古屋市立新栄小学校 | 名古屋市立白山中学校   | 尾張学区 |

## 施設

### 葵一丁目
- 名古屋市芸術創造センター[1]

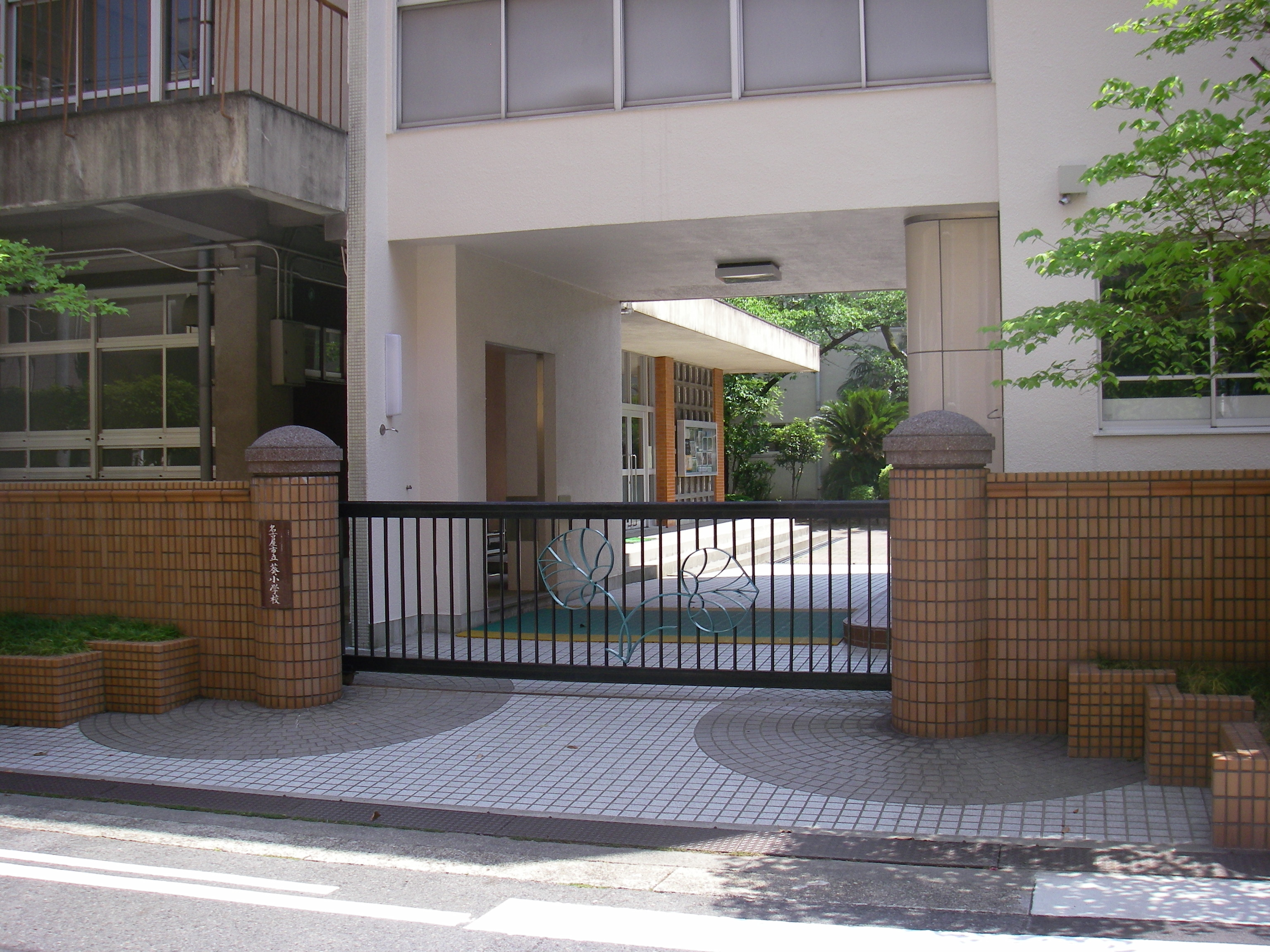
名古屋市東生涯学習センター
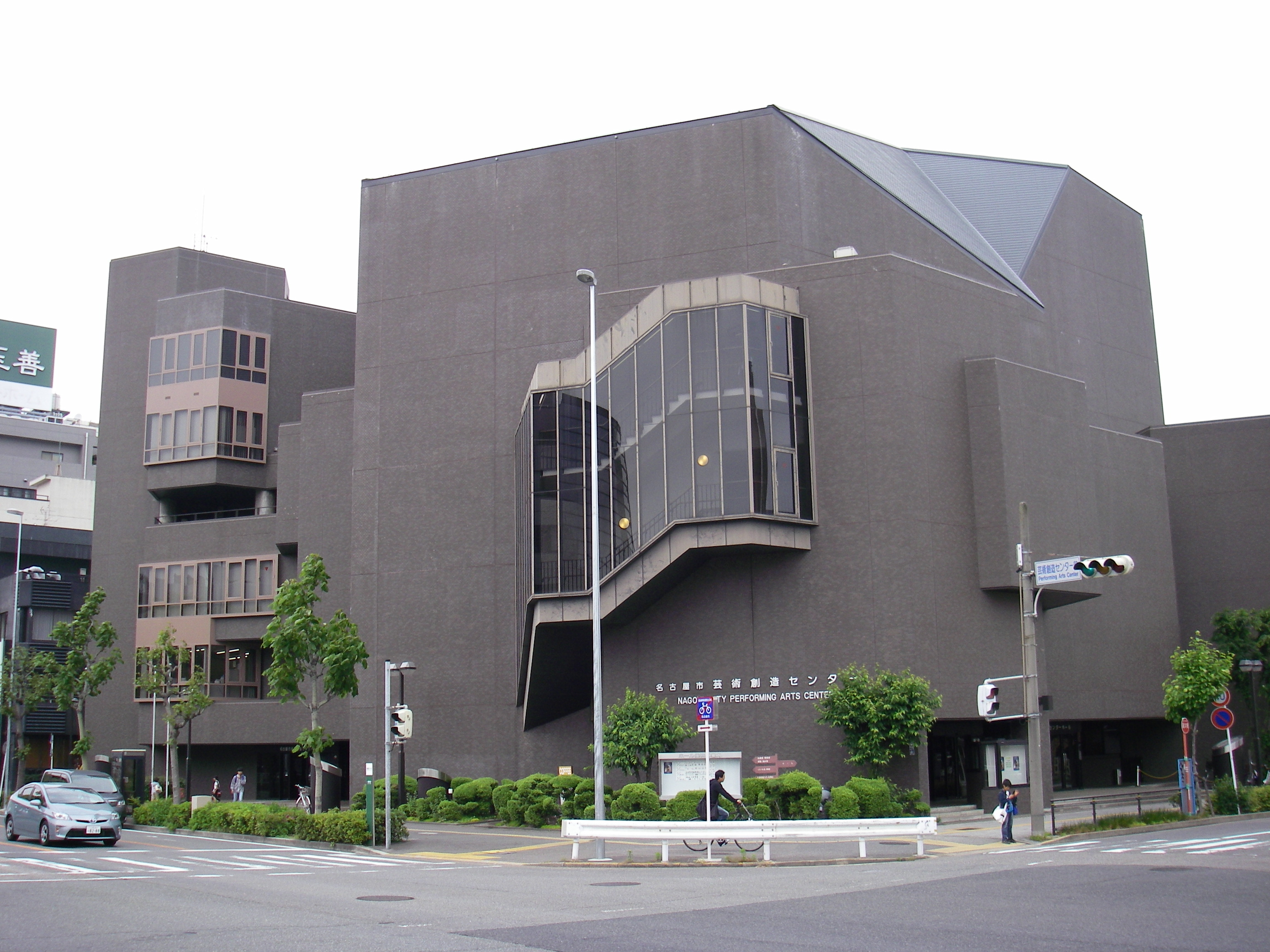
名古屋市芸術創造センター
3番21号[12]。1981年（昭和56年）6月、東社会教育センターとして設置[12]。1997年（平成9年）4月、東生涯学習センターと改称した[12]。2016年（平成28年）4月には指定管理者制度を導入している[12]。鉄筋コンクリート造3階建の建物で、延床面積は2,399.47平方メートル[12]。
- ヤマザキマザック美術館
- 名古屋文化短期大学[1]
- 名古屋市立中央看護専門学校[1]
- 名古屋市立葵小学校[1]
- NTTデータ通信局[1]
- 真宗大谷派法善寺[1]
- 日蓮宗本正寺[1]
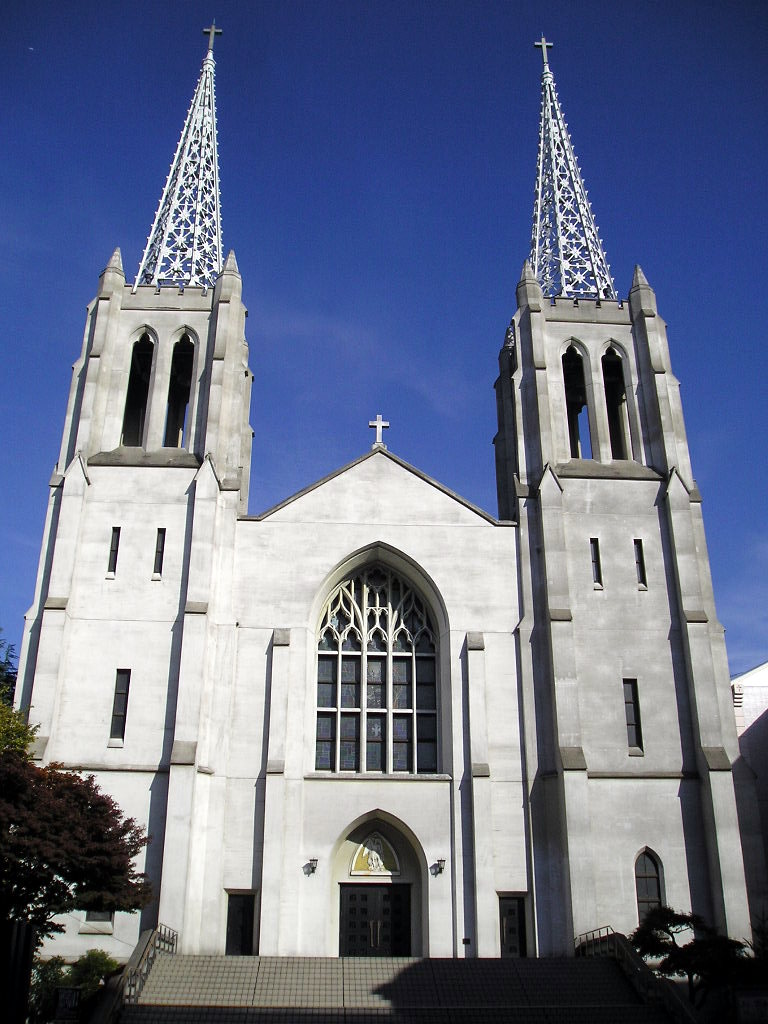
カトリック布池教会
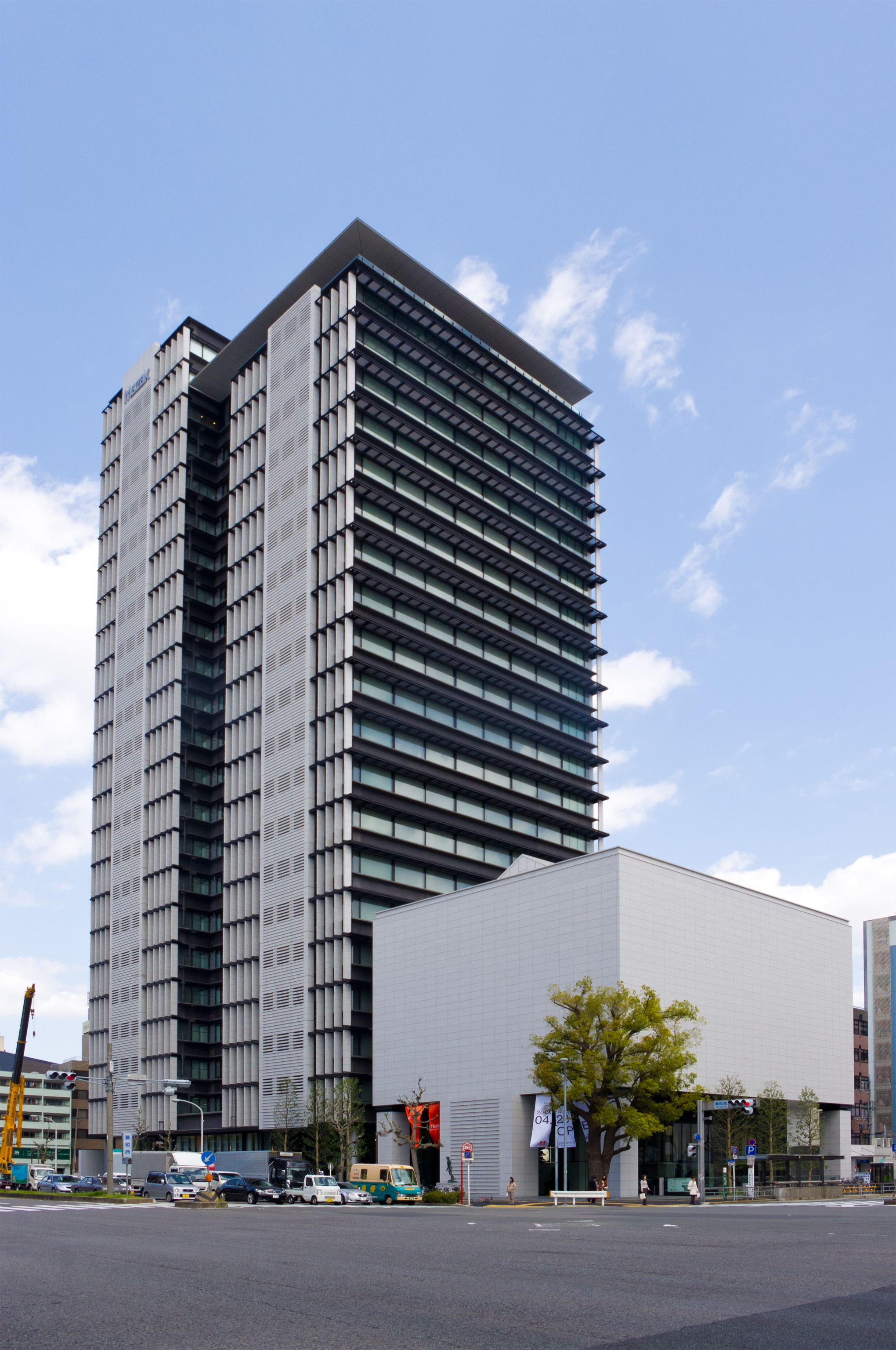
ヤマザキマザック美術館
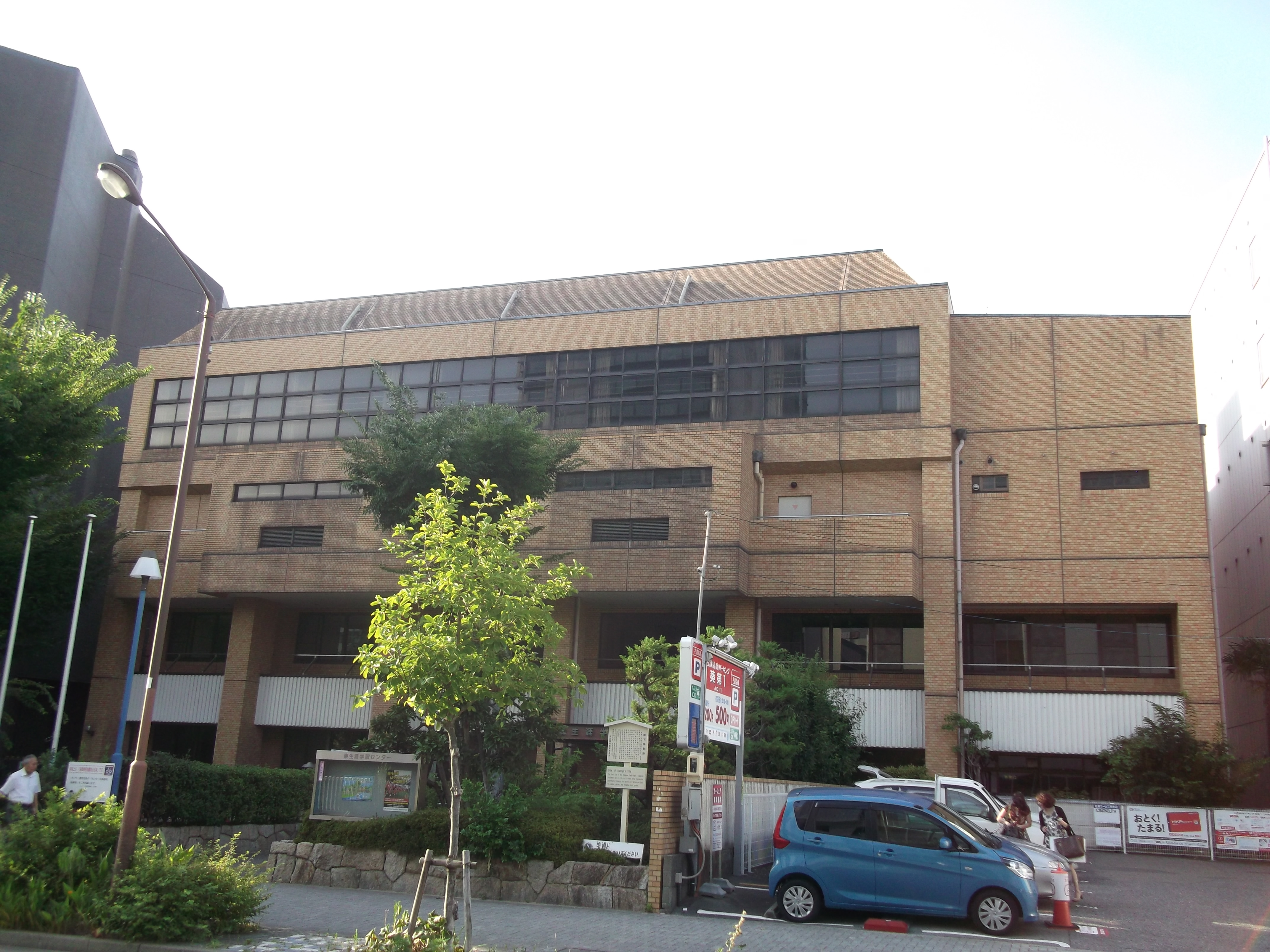
名古屋市東生涯学習センター

- 布池公園[1]
1956年（昭和31年）10月15日供用開始[WEB 10]。
- 名古屋葵郵便局
- 名古屋市営あおい荘[1]
- 横山美術館
- 葵サンフレンズ保育園
ファミリーマート葵北店の2階部分に併設された認可保育園で、名古屋市とファミリーマートによる待機児童対策連携協定に基づき設置された[WEB 11]。建物は延べ面積607平方メートルの鉄骨2階建てで、土地所有者がファミリーマートに賃貸し、その一部分を保育園に貸し出す形を採っている[WEB 11]。また、市も初期費用に加え、毎月の賃料の8割を補助する[WEB 11]。ファミリーマートと認可保育園の併設は初の事例という[WEB 11]。定員60人[WEB 11]。2020年（令和2年）4月1日開所[WEB 11]。併設されたファミリーマート葵北店は保育所利用者を意識した店舗づくりを行っている[WEB 11]。

- 名古屋市立葵小学校
- 名古屋市芸術創造センター
- カトリック布池教会
- ヤマザキマザック美術館
- 名古屋市東生涯学習センター

### 葵二丁目

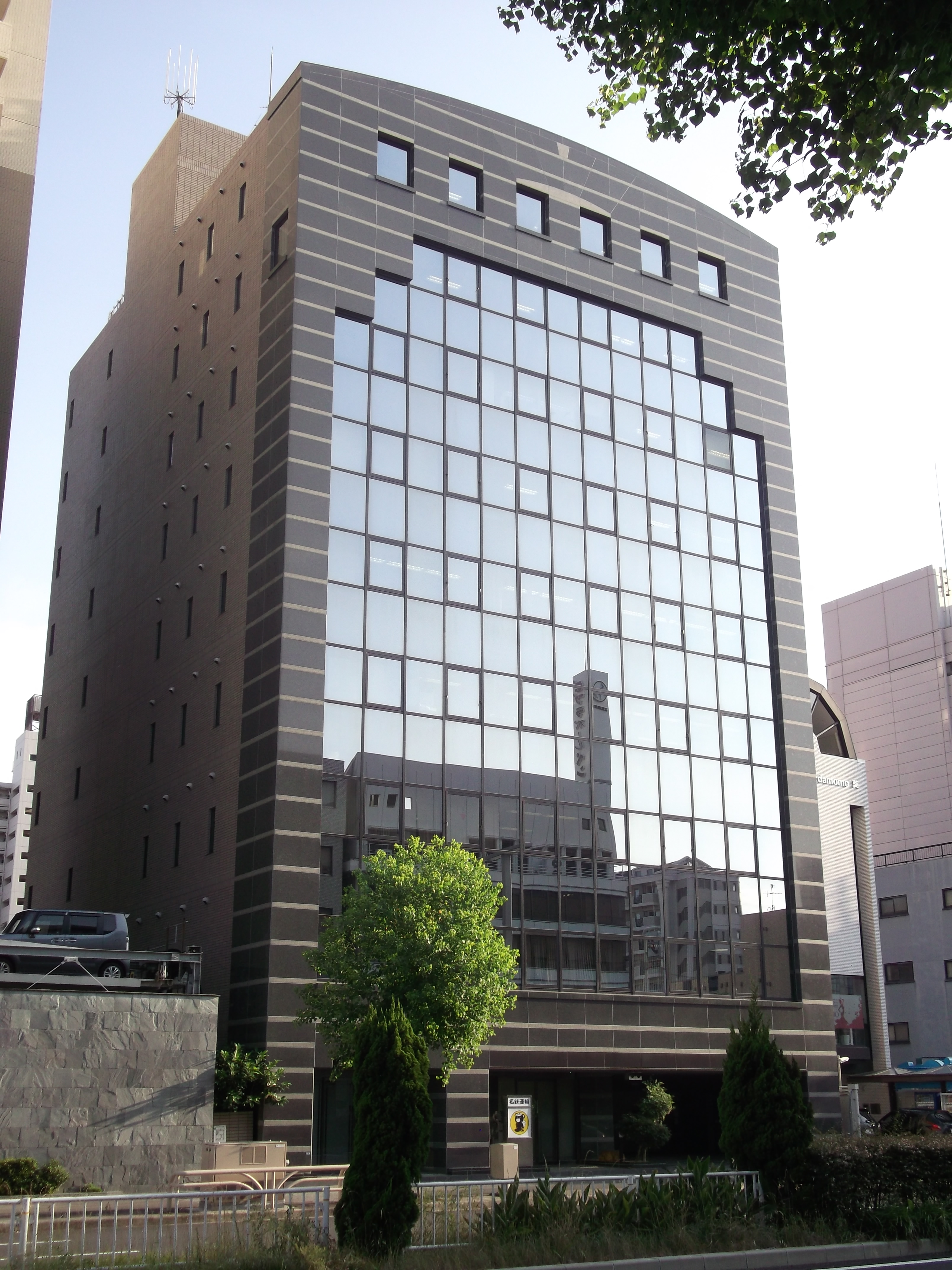
名鉄NX運輸本社

- 安房公園
2019年（平成31年）1月28日供用開始[WEB 10]。
- 石神堂町どんぐりひろば[WEB 12]
- 鳥居メソニック・ロッジ
- カトリック名古屋教区センター
- アールベルアンジェ名古屋
- バロー車道店
- 名鉄NX運輸本社

- 名鉄NX運輸本社

### 葵三丁目
- 浄土宗宗受院[1]
- メルパルク名古屋
- 住友生命千種ニュータワービル
- メニコン本社
- 葵コミュニティセンター
- コメダ本社
- 大塚屋車道本店

- メルパルク名古屋
- 住友生命千種ビル
- コメダ本社
- 大塚屋車道本店

## 交通

### 鉄道
- 名古屋市営地下鉄東山線 新栄町駅・千種駅[1]
- 名古屋市営地下鉄桜通線 車道駅

### 道路
- 国道19号[1]
- 国道153号
- 愛知県道60号名古屋長久手線（広小路通）[1]
- 錦通[1]

## その他

### 日本郵便
- 集配担当する郵便局は以下の通りである[WEB 13]。

| 区   | 町丁 | 郵便番号 | 郵便局         |
| ---- | ---- | -------- | -------------- |
| 東区 | 葵   | 461-0004 | 名古屋東郵便局 |
| 中区 | 葵   | 460-0006 | 名古屋中郵便局 |

### WEB
1. ↑  “愛知県名古屋市東区の町丁・字一覧”.   人口統計ラボ. 2017年2月11日閲覧。
2. ↑  “愛知県名古屋市中区の町丁・字一覧”.   人口統計ラボ. 2017年2月19日閲覧。
3. 1 2  “町・丁目(大字)別、年齢(10歳階級)別公簿人口(全市・区別)”.   名古屋市 (2019年2月20日). 2019年2月20日閲覧。
4. 1 2  “郵便番号”.  日本郵便. 2019年2月10日閲覧。
5. 1 2  “郵便番号”.  日本郵便. 2019年2月10日閲覧。
6. ↑  “市外局番の一覧”.   総務省. 2019年1月6日閲覧。
7. 1 2  名古屋市役所市民経済局地域振興部住民課町名表示係 (2015年10月21日). “東区の町名”.   名古屋市. 2017年2月19日閲覧。
8. ↑  “市立小・中学校の通学区域一覧”.   名古屋市 (2018年11月10日). 2019年1月14日閲覧。
9. ↑  “平成29年度以降の愛知県公立高等学校（全日制課程）入学者選抜における通学区域並びに群及びグループ分け案について”.   愛知県教育委員会 (2015年2月16日). 2019年1月14日閲覧。
10. 1 2  “都市公園の名称、位置及び区域並びに供用開始の期日” (2019年5月1日). 2019年11月3日閲覧。
11. 1 2 3 4 5 6 7  鈴鹿雄大 (2020年3月27日). “コンビニ建物に認可保育所　名古屋・東区”. 中日新聞 2020年4月22日閲覧。
12. ↑  名古屋市役所 子ども青少年局子育て支援部子育て支援課子育て支援係 (2017年11月15日). “東区のどんぐりひろば一覧”.   名古屋市. 2019年12月27日閲覧。
13. ↑  郵便番号簿 平成29年度版 - 日本郵便. 2019年02月10日閲覧 (PDF)

### 書籍
1. 1 2 3 4 5 6 7 8 9 10 11 12 13 14 15 16 17 18  「角川日本地名大辞典」編纂委員会 1989, p. 1512.

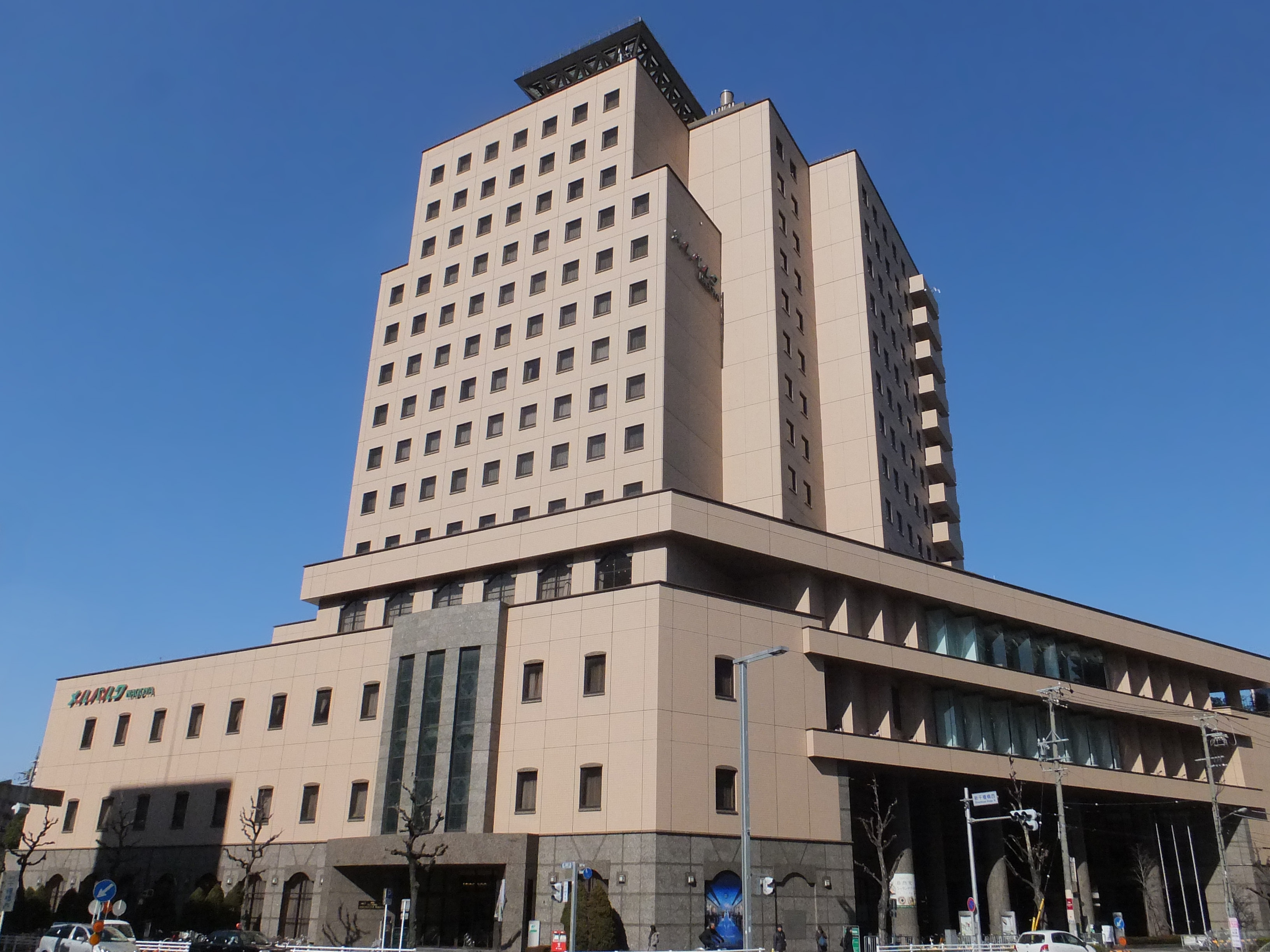
メルパルク名古屋
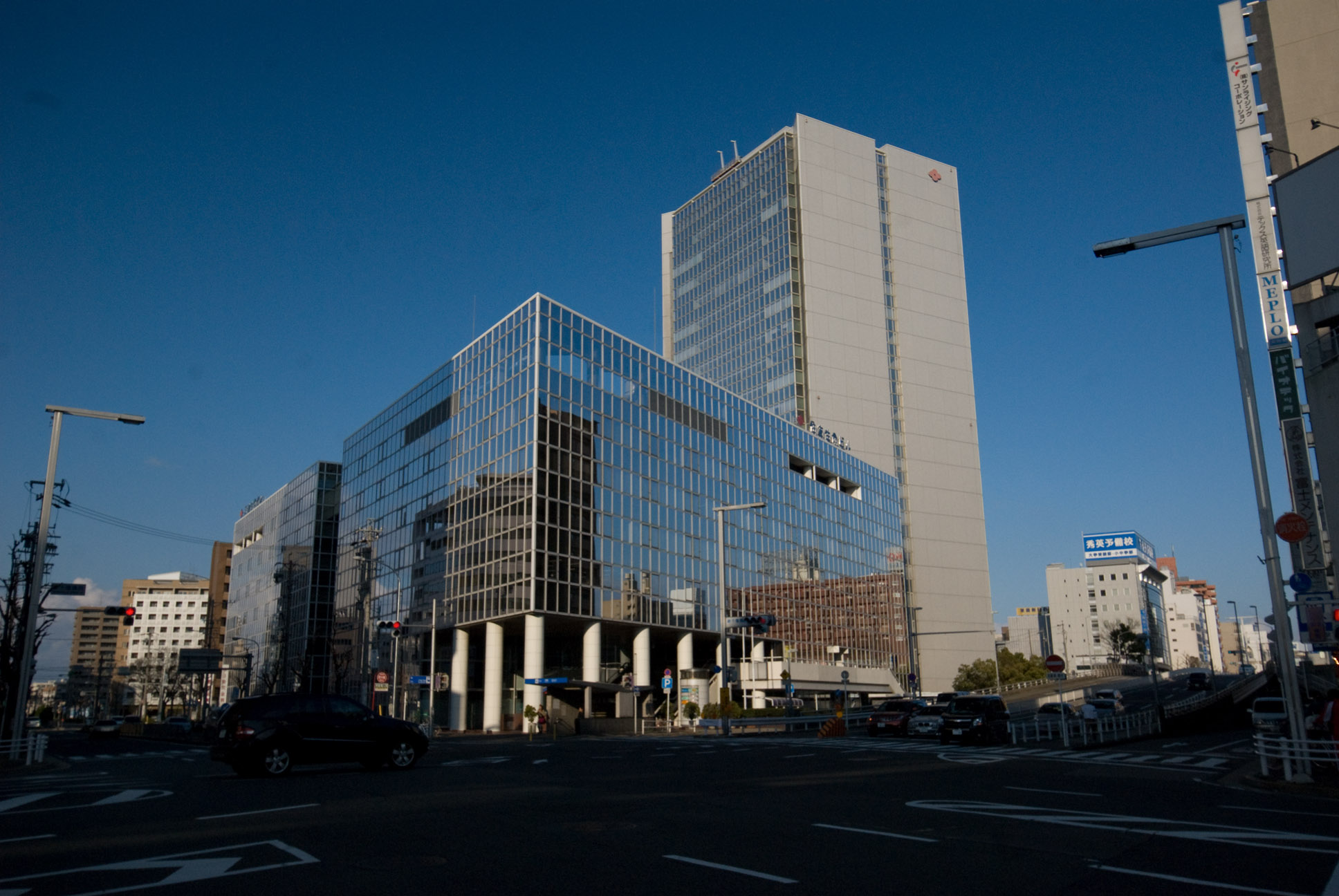
住友生命千種ビル
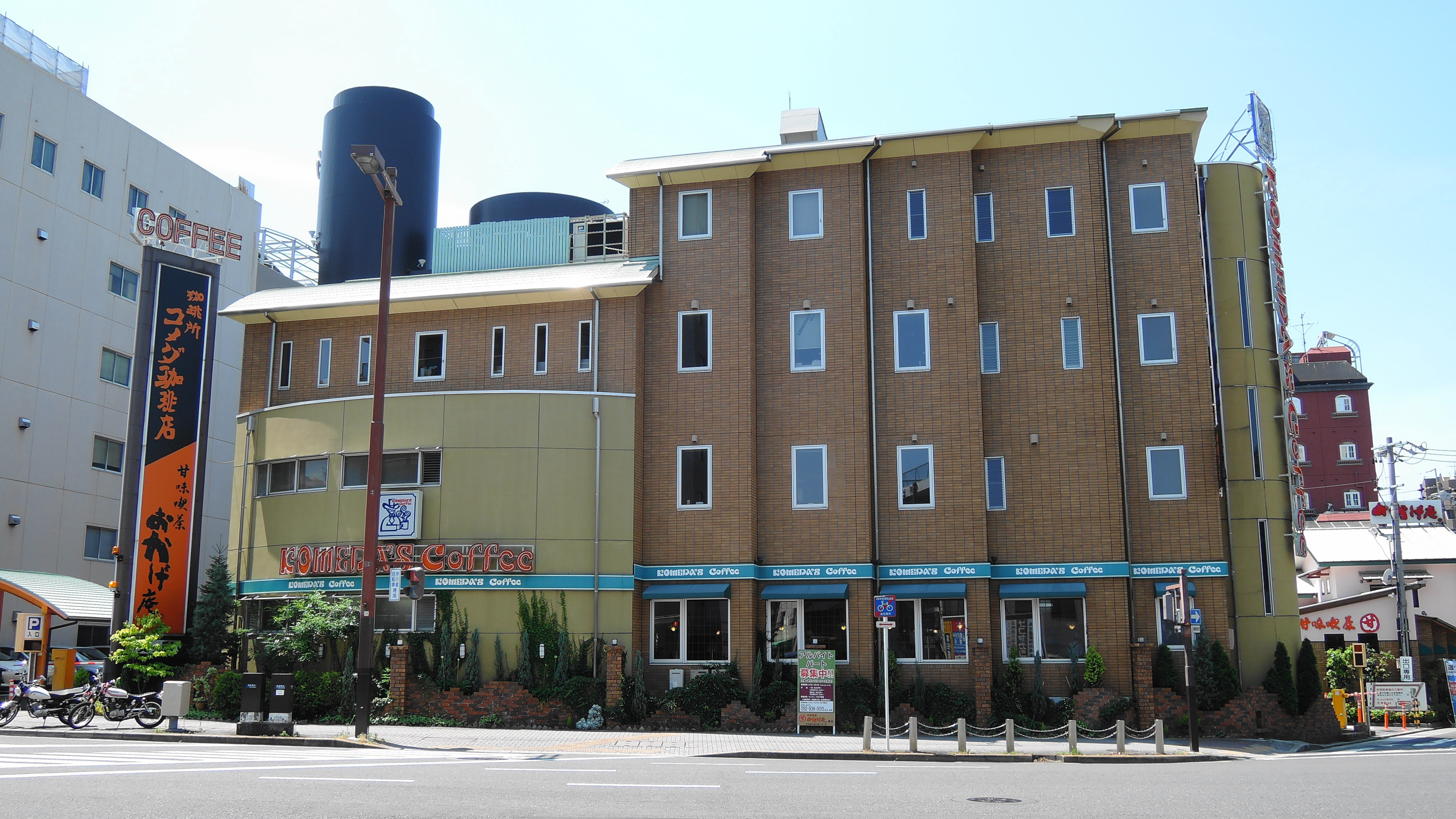
コメダ本社
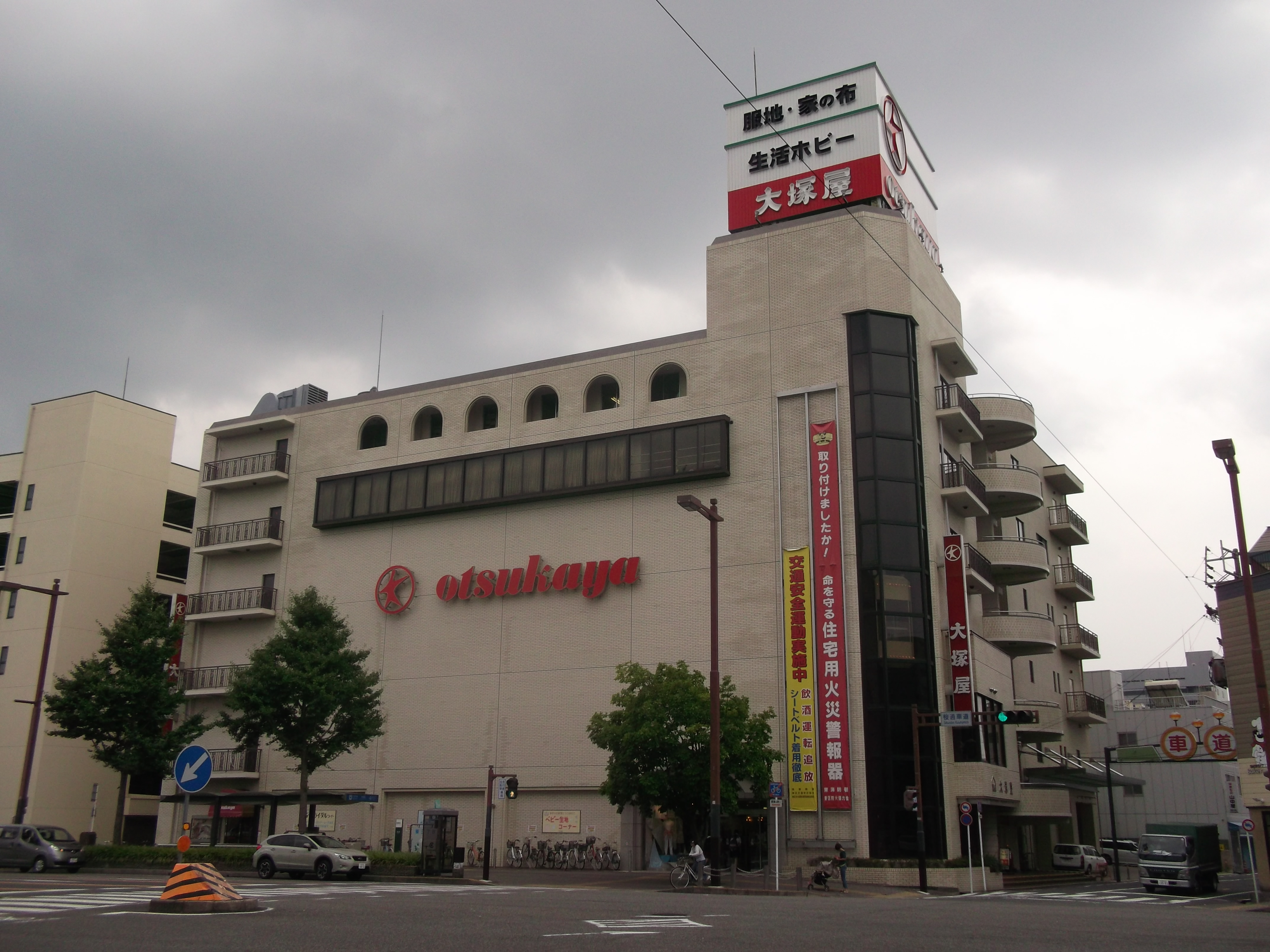
大塚屋車道本店

2. ↑  「角川日本地名大辞典」編纂委員会 1989, p. 1478.
3. ↑  「角川日本地名大辞典」編纂委員会 1989, p. 1463.
4. ↑  名古屋市計画局 1992, p. 134.
5. 1 2 3 4 5 6 7  名古屋市計画局 1992, p. 740.
6. 1 2  名古屋市計画局 1992, p. 786.
7. 1 2 3 4  名古屋市計画局 1992, p. 784.
8. ↑  名古屋市計画局 1992, p. 736.
9. 1 2  名古屋市計画局 1992, p. 739.
10. ↑  名古屋市計画局 1992, p. 785.
11. ↑  名古屋市計画局 1992, p. 727.
12. 1 2 3 4 5  名古屋市教育委員会事務局総務部企画経理課 2018, p. 216.